# Романченко Нікон Сергійович
Романченко Нікон Сергійович (нар. 4 грудня 1991, Київ) — український режисер, сценарист, режисер монтажу.

## Життєпис
Народився 4 грудня 1991 року в Києві. Навчався на режисерському факультеті в майстерні Василя Вітера у КНУТКіТ імені І. Карпенка-Карого. Один із засновників організації «Сучасне Українське Кіно».

## Фільмографія
- 2013 — «Порятунок» (режисер-постановник),
- 2014 — «Обличчя» (сценарист, режисер-постановник),
- 2015 — «Карусель» (режисер-постановник),
- 2017 — «Поза Зоною» (режисер-постановник),
- 2017 — «Бузок» (режисер монтажу),
- 2018 — «Тера» (режисер-постановник),
- 2020 — Etude (режисер-постановник),
- 2021 — Leopolis Night (режисер-постановник),
- 2021 — «Стоп-Земля» (режисер монтажу),
- 2025 — «Стрічка часу» (режисер монтажу).

## Нагороди
- 2014 рік — переміг в національній програмі кінофестивалю «Молодість», отримавши «Скіфського оленя» за документальну короткометражку про події на Майдані «Обличчя»,
- 2018 рік — стрічка «Поза зоною» отримала спеціальну відзнаку журі за «делікатний погляд й особливу інтонацію» на 47-му Міжнародному кінофестивалі «Молодість»[3],
- 2018 рік — «Тера», найкраща режисерська робота, Cottbus Discovery Script Doctoring Award (Міжнародний кінофестиваль у Коттбусі)[4],
- 2021 рік — Leopolis Night, найкраща режисерська робота в національній конкурсній програмі Одеського МКФ[5]